# Novovasilivka (Melitópol)
Novovasilivka (en ucraniano: Нововасилівка, lit. 'Novovasylivka'; en ruso: Нововасильевка, romanizado: Novovasilievka) es un pueblo ucraniano perteneciente al óblast de Zaporiyia. Situado en el sur del país, forma parte del raión de Melitópol y es centro del municipio (hromada) de Novovasilivka.
El lugar está ocupado por Rusia desde marzo de 2022 en el marco de la invasión rusa de Ucrania de 2022. 

## Geografía
Novovasilivka está a orillas del río Apanly, 15 km al noroeste de Priazovske y a unos 143 km al sur de Zaporiyia.

## Historia
El pueblo de Novovasilivka fue fundado en 1823 en el sitio del asentamiento nogayo de Apanly por cristianos espirituales o molokanes. En mayo de 1884, se celebró en Novovasilievka un congreso de representantes de las comunidades bautistas rusas, en el que se creó la Unión de Bautistas Rusos del Sur de Rusia y el Cáucaso. 
El pueblo fue ocupado por los alemanes en la Segunda Guerra Mundial, siendo liberados el 20 de septiembre de 1943.
Novovasilivka recibió el estatus de asentamiento de tipo urbano en 1957, entre 1923 y 1962 el lugar fue el centro administrativo del raión de Novovasilivka. 
Hasta el 18 de julio de 2020, Novovasilivka fue parte del raión de Priazovske. El raión se abolió en julio de 2020 como parte de la reforma administrativa de Ucrania, que redujo el número de rayones del óblast de Zaporiyia a cinco. El área del raión de Priazovske se fusionó con el raión de Melitópol.En 2023, Novovasilivka perdió el estatus de asentamiento de tipo urbano en la legislación ucraniana debido a la eliminación de este estatus administrativo.

## Demografía
La evolución de la población de Novovasilivka entre 1959 y 2022 fue la siguiente:
| 5017                                                          | 3409 | 3304 | 2829 | 2422 | 2283 | 2183 |
| (Fuente: Cities & Towns of Ukraine y UKRAINE: Größere Städte) |      |      |      |      |      |      |

Según el censo de 2001, la lengua materna de la mayoría de los habitantes, el 85,95%, es el ruso; del 13,45% es el ucraniano.

## Infraestructura

### Transporte
El asentamiento está cerca de la autopista M14 que lo conecta con Mariúpol al este y con Melitópol, Jersón, Mikolaiv y Odesa al oeste. La estación de tren más cercana está en Melitópol.

## Personas ilustres
- Dei Mazaev (1855-1922): figura bautista rusa y uno de los fundadores de la Unión Bautista (presidente entre 1888-1920).
- Pável Ivanov-Klysnikov (1896-1937): misionero ruso y copresidente de la Unión Bautista de la URSS.
- Piotr Kolodin (1930-2021): ingeniero y cosmonauta soviético que cumplió asignaciones no voladoras como tripulación de respaldo (aunque se retiró en 1983 sin volar al espacio).